# 福田下 (津山市)
福田下（ふくだしも）は岡山県津山市にある地名。郵便番号は709-4631。

## 地理
八社の北に位置し、北は南北を流れる八社川と東西を流れる倭文川が合流する地点に至る。平成の大合併前は八社は福田上という地名で、当地と対を成す地名であった。

### 河川
- 倭文川
- 八社川

## 歴史

### 沿革
- 1889年6月1日 - 町村制施行に伴い、久米北条郡福田下村が同郡桑上村、桑下村、戸脇村、福田上村と合併し、倭文東村となる。福田下村は大字福田下となる。
- 1900年4月1日 - 久米北条郡が久米南条郡と合併し、久米郡となる。
- 1940年9月1日 - 久米郡倭文東村が倭文中村と合併し、倭文村となる
- 1955年1月1日 - 倭文村が大井町、久米村と合併し、久米町となる。
- 2005年2月28日　久米町が苫田郡加茂町・阿波村、勝田郡勝北町とともに津山市に編入される。

## 世帯数と人口
2021年（令和3年）1月1日現在の世帯数と人口は以下の通りである。
| 町丁   | 世帯数 | 人口 |
| ------ | ------ | ---- |
| 福田下 | 31世帯 | 70人 |

## 小・中学校の学区
市立小・中学校に通う場合、学区は以下の通りとなる。
| 番地 | 小学校             | 中学校             |
| ---- | ------------------ | ------------------ |
| 全域 | 津山市立秀実小学校 | 津山市立久米中学校 |

## 交通

### 道路
- 岡山県道455号小山桑上線

## 施設
- 真光寺